# Biljana Plavšićová
Biljana Plavšićová (* 7. července 1930 Tuzla, Království Jugoslávie) je bývalá politička, univerzitní profesorka a vědkyně, která sloužila jako prezidentka Republiky srbské a později byla v únoru 2003 odsouzena Mezinárodním trestním tribunálem pro bývalou Jugoslávii (ICTY) k 11 letům vězení za zločiny proti lidskosti za roli v bosenské válce. V říjnu 2009 byla po uplynutí dvou třetin trestu podmínečně propuštěna.
Plavšićová je nejvýše postaveným politickým představitelem z bývalé Jugoslávie, kterého tento mezinárodní tribunál odsoudil.

## Život
Plavšićová byla profesorkou biologie na univerzitě v Sarajevu a děkankou Fakulty přírodních věd a matematiky. Je Fulbrightovou stipendistkou a jako taková strávila dva roky v Boyce-Thompsonově institutu na Cornellově univerzitě v New Yorku výzkumem botaniky. Poté se specializovala na elektronovou mikroskopii v Londýně a virologii rostlin v Praze a Bari. Publikovala přes sto vědeckých prací.
V roce 1991 se stala jedním ze zakladatelů politické strany Srpska demokratska stranka. Od roku 1992 byla viceprezidentkou Republiky srbské, v letech 1996–1998 prezidentkou.
V roce 2001 se Plavšićová sama vydala haagskému tribunálu. Podle jeho výroku se za války v letech 1992–1995 podílela na pronásledování a vyhánění bosenských Muslimů a Chorvatů. V únoru 2003 proto byla odsouzena k 11 letům odnětí svobody, z nichž si ve švédském vězení odpykala dvě třetiny.